# Свети Никола Геракомия
„Свети Никола Геракомия“ (на македонска литературна норма: „Свети Никола Ѓеракомија“) е възрожденска православна църква в град Охрид, Северна Македония. Църквата е част от Първа охридска парохия, част от Охридското архиерейско наместничество на Дебърско-Кичевската епархия на Македонската православна църква – Охридска архиепископия.

## История
Църквата е спомената в списъка на епископ Козма Китийски в XVII век. Сегашната сграда е изградена в XIX век.

## Архитектура
Църквата е трикорабна базилика с колони. Централният кораб има три куполни свода, а страничните кораби са полуцилиндрични. На запад има женска църква, до която се стига по стълби от трем, намиращ се на юг. На изток фасадата е обогатена със седмостранна апсида, иззидана от дялан бигор и тухли. Храмът е изграден от ломен камък в долните части, а горните са от дялан бигор с хоросан за спойка. На фасадата, особено на ъглите, има голям брой сполии.
Църквата има собствен двор, в който има помощни сгради.

## Интериор
В храма има ценен резбован иконостас, изработен в 1862 година дебърски майстори, който е обявен за защитен паметник. Иконостасът е изписан от Дичо Зограф в 1862 година. Дичо датира и подписва иконата на Христос Вседържител и царските двери. В църквата има сбирка икони датиращи от XIV до XIX век, между които творби на Антоний Йоанович.
Църквата не е цялостно изписана. Живописта в сводовете на северния и южния кораб и трите слепи купола е дело на Дичо Зограф, докато олтарният дял е дело на живописци от село Опеница и е с по-ниско качество.